# Villersexel
Villersexel è un comune francese di 1.591 abitanti situato nel dipartimento dell'Alta Saona nella regione della Borgogna-Franca Contea.

## Geologia e rilievi
La superficie del comune è di 1.319 ettari; la sua altitudine varia da 257 a 318 metri quadrati.
Il territorio del comune si estende su due parti: una pianeggiante e bassa, l'altra con maggiori rilievi.
Villersexel è costruito sull'altopiano dell'Alta Saona, su suoli risalenti al Triassico superiore e medio, ricoperti di alluvioni quaternarie in prossimità di fiumi3. Si trova nelle immediate vicinanze del bacino carbonifero keuperiano dell'Alta Saona, sfruttato in particolare per il suo gesso, il suo salgemma (sotto forma di salamoia) e il suo carbone a Vy-lès-Lure, Gouhenans, Mélecey e Saulnot4.

## Città
La città, o comune di Villersexel, si trova nel dipartimento dell'Alta Saona, nella regione francese della Borgogna-Franca Contea. Come notato, la popolazione attuale è inferiore a 2.000 residenti. Il centro della città comprende diversi ristoranti, una scuola, una chiesa e il castello di Villersexel.

## Battaglia di Villersexel
Nel 1871 si verificò una battaglia nella zona di Villersexel, durante la quale il castello passò di mano tra francesi e prussiani. Per maggiori informazioni consultare la pagina wiki sulla Battaglia di Villersexel.

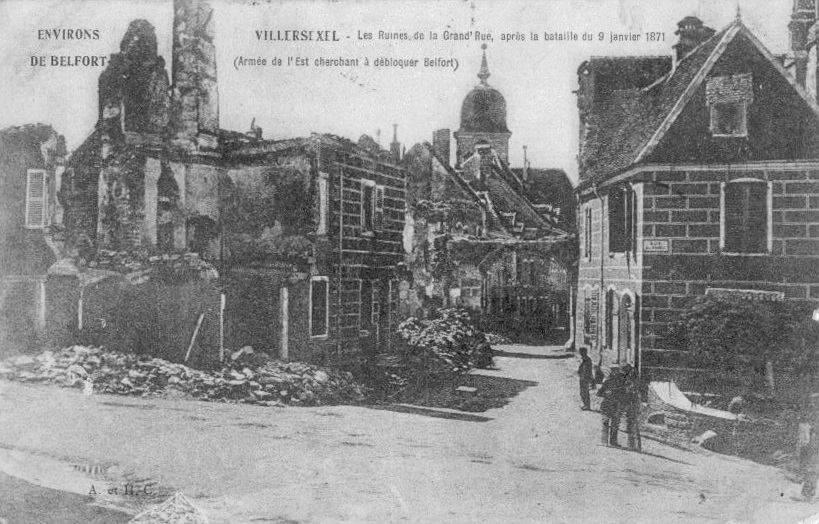
Veduta della distruzione del villaggio
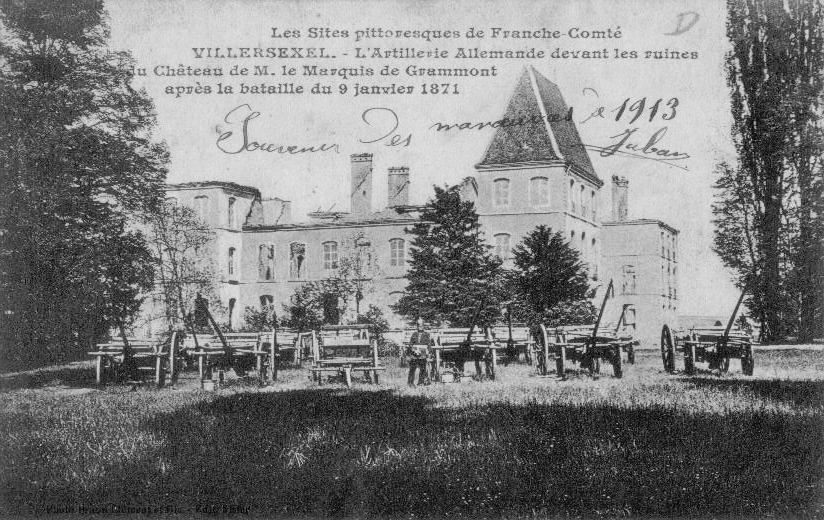
Posizionamenti di artiglieria sulle rovine del castello
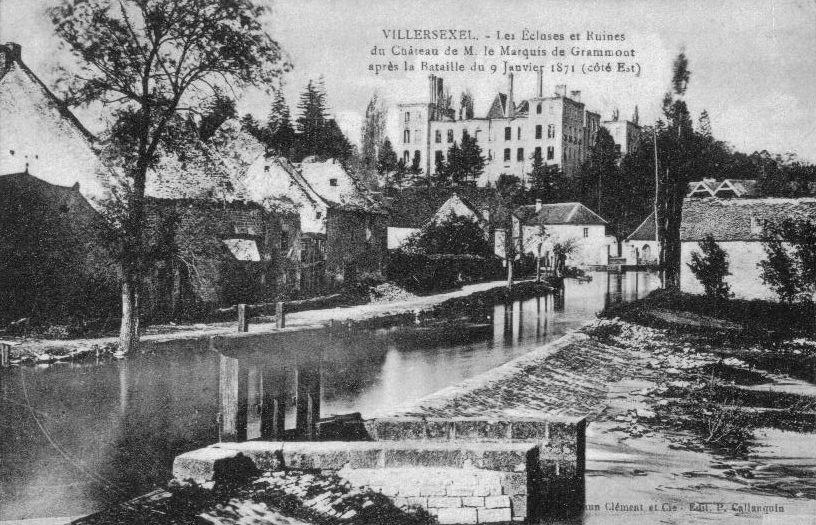
Vista della distruzione nella parte inferiore del villaggio

## Castello
Il castello di Villersexel si trova nel cuore del comune di Villersexel. L'attuale castello fu costruito in un breve periodo intorno al 1871 nello stile architettonico di Luigi XIII. In origine, il castello era conosciuto come Chateau des Grammont.

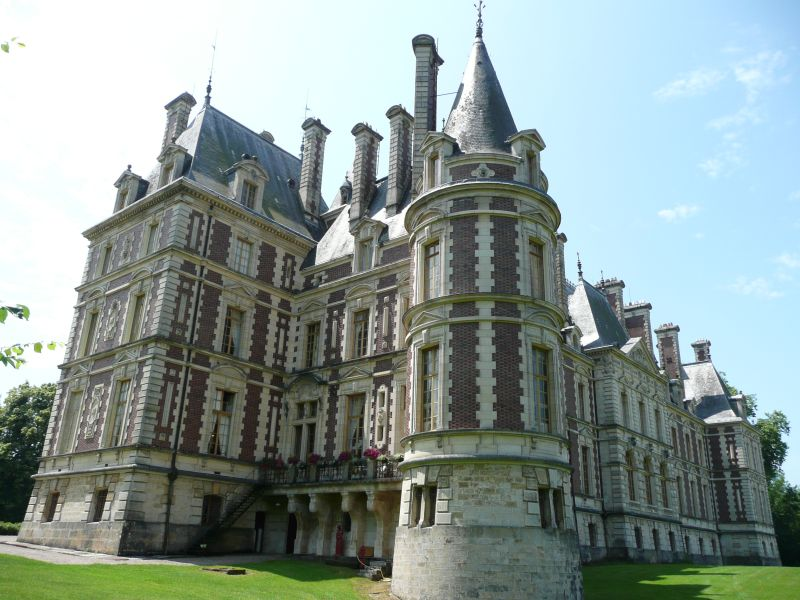
Il castello di Villersexel

### Storia del castello
L'attuale castello fu costruito in pochi anni. Due castelli precedenti si trovavano sul sito attuale. Entrambi i castelli precedenti furono in gran parte distrutti da un incendio. L'incendio che distrusse il secondo castello avvenne durante la battaglia di Villersexel. Sul terreno rimangono i resti del secondo castello. Secondo quanto riferito, il secondo castello era più grande dell'attuale castello. Secondo quanto riferito, entrambi i castelli precedenti erano in gran parte costruiti con travi di legno, come era comune per molti castelli costruiti durante il XVII e il XVIII secolo.
Dopo che il secondo castello fu distrutto da un incendio, il barone cercò un nuovo architetto che potesse progettare e costruire una struttura più resistente al fuoco. All'epoca, l'architetto in erba Gustavo Eiffel stava sperimentando il ferro come materiale strutturale. Gli architetti ufficialmente quotati dell'attuale struttura sono Eiffel e Garnier. Il castello è registrato come edificio storico in Francia. Il castello di Villersexel è interamente arredato secondo lo stile dell'epoca.
Attualmente, il castello di Villersexel è di proprietà privata e serve a diversi scopi. È una residenza privata dei proprietari e della loro famiglia e ospita un piccolo museo. Inoltre, il castello funge da destinazione per matrimoni, ricevimenti e altri grandi eventi. Questo castello offre un luogo per eventi, inclusi matrimoni, spettacoli e ricevimenti. Le camere possono ospitare fino a 100 persone e il castello può ospitare fino a 100 persone durante la notte.
Si dice che il castello abbia ospitato molti ospiti e residenti famosi, tra cui Lafayette, che si dice abbia vissuto in questo castello, con soggiorni di Charles De Gaulle e Winston Churchill.
Il castello riceve costanti manutenzioni e ristrutturazioni, con le camere da letto che riflettono la storia con nomi come: Empire, Honneur, Rotonde e Montebello.

## Società

### Evoluzione demografica
Abitanti censiti

## Amministrazione

### Gemellaggi
- Schönau im Schwarzwald